# Estación de Miramar
Miramar es una estación del teleférico del puerto. Está ubicada en la montaña de Montjuïc, en la localidad de Barcelona. 
| << cabecera   | < estación | línea                 | estación > | cabecera >> |
| ------------- | ---------- | --------------------- | ---------- | ----------- |
| Sant Sebastià | Jaume I    | Teleférico del puerto | terminal   | terminal    |